# Hagdahlsakademien
Hagdahlsakademien grundades 2002 och har som syfte att i Charles Emil Hagdahls anda stödja östgötsk konst och hushållning, gastronomi och hälsa. 
Akademien har 14 ledamöter och ska årligen utse pristagare som utmärkt sig inom något eller några av de områden akademien värnar om. Akademiens valspråk är ”Optimum omnium – Det bästa av allt” vilket är titeln på den bok Hagdahl gav ut 1885. 
Stor känsla för Östergötland präglade Hagdahl och han donerade grundplåten, samt en stor del av sin omfattande konstsamling, till Linköpings stads museum för skön konst – det som idag är Östergötlands museum.

## Ledamöter 2016
- Nr 1. Elisabeth Nilsson
- Nr 2. Viveka Adelswärd
- Nr 3. Lana Brunell
- Nr 4. Johnny Ludvigsson
- Nr 5. Lasse Frisk
- Nr 6. Fredrik Eklund
- Nr 7. Elisabeth Lagerfelt
- Nr 8. Martin Lind
- Nr 9. Stefan Hammenbeck
- Nr 10. Marie Lönneskog Hogstadius
- Nr 11. Kalle Bäck
- Nr 12. Lars-Inge Johansson
- Nr 13. Inga Wallenquist
- Nr 14. Magnus Gröntoft

### Seniorledamöter
- Bengt Sandin
- Björn Eriksson
- Claes-Göran Österlund
- Gunilla Bejbro-Högfeldt
- Gunnar Lindqvist
- Lars "Pluto" Johannisson
- Maria Jansén
- Melcher Falkenberg
- Ola Sigvardsson
- Olof Svenfelt

## Mottagare av stora Hagdahlspriset
- 2003: Mat & Rörelse
- 2004: Birgitta Elwing
- 2005: Kari Pettersson
- 2006: Jan Johansson
- 2007: Tistelvind
- 2008: Mons Kallentoft
- 2009: Louise Alenbrand
- 2010: Ingrid Kalm
- 2011: Björke Vävstuga
- 2012: Reijmyre Glasbruk och Hembygdsföreningen Gamla Reijmyre
- 2013: Margareth Sandström och Peter de Wit
- 2014: Peter Borring
- 2015: Per Jensen
- 2016: Mats Sjöberg
- 2017: Hans Lundgren[1]
- 2018: Brunneby musteri
- 2019: Katarina Westlund
- 2020: Pontus Plænge
- 2021: Per Frankelius
- 2022: Stina Opitz
- 2023: Thomas Collin
- 2024: Magdalena Hermelin